# Online Film Critics Society Awards/Bestes Originaldrehbuch
Der Online Film Critics Society Award (OFCS Award) für das beste Originaldrehbuch wird seit 1998 (Ausnahme: 2000) jedes Jahr verliehen.

## Statistik
| Statistik                                 |                                            |
| Am häufigsten honorierter Autor           | Wes Anderson, Charlie Kaufman (je 2 Siege) |
| Am häufigsten nominierter Autor mit Sieg  | Quentin Tarantino (4 Nominierungen)        |
| Am häufigsten nominierter Autor ohne Sieg | Paul Thomas Anderson (5 Nominierungen)     |

## Gewinner und Nominierte
Alle Nominierten eines Jahres sind angeführt, der Sieger steht jeweils zuoberst.

### 1998 bis 1999
1998
Die Truman Show – Andrew Niccol
Happiness – Todd Solondz
Shakespeare in Love – Marc Norman und Tom Stoppard
1999
Being John Malkovich – Charlie Kaufman
American Beauty – Alan Ball
Magnolia – Paul Thomas Anderson
The Sixth Sense – M. Night Shyamalan
Toy Story 2 – Andrew Stanton, Rita Hsiao, Doug Chamberlain und Chris Webb

### 2001 bis 2009
2001
The Others – Alejandro Amenábar

Mulholland Drive – David Lynch
The Royal Tenenbaums – Wes Anderson und Owen Wilson
The Man Who Wasn’t There – Ethan und Joel Coen
Gosford Park – Julian Fellowes
2002
Dem Himmel so fern – Todd Haynes
Dämonisch (Frailty) – Brett Hanley
Punch-Drunk Love – Paul Thomas Anderson
Sex für Anfänger – Dylan Kidd
Signs – Zeichen – M. Night Shyamalan
2003
Lost in Translation – Sofia Coppola
21 Gramm – Guillermo Arriaga
In America – Jim Sheridan, Kirsten Sheridan und Naomi Sheridan
Kill Bill – Volume 1 – Quentin Tarantino
Station Agent – Tom McCarthy
2004
Vergiss mein nicht! – Charlie Kaufman, Michel Gondry und Pierre Bismuth
Garden State – Zach Braff
Die Unglaublichen – The Incredibles – Brad Bird
Kill Bill – Volume 2 – Quentin Tarantino
Shaun of the Dead – Simon Pegg und Edgar Wright
2005
Good Night, and Good Luck – George Clooney und Grant Heslov
Match Point – Woody Allen
Der Tintenfisch und der Wal – Noah Baumbach
L.A. Crash – Paul Haggis und Bobby Moresco
Broken Flowers – Jim Jarmusch
2006
Pans Labyrinth – Guillermo del Toro
Babel – Guillermo Arriaga
Little Miss Sunshine – Michael Arndt
Die Queen – Peter Morgan
Flug 93 – Paul Greengrass
2007
Juno – Diablo Cody
Tödliche Entscheidung – Before the Devil Knows You’re Dead – Kelly Masterson
Michael Clayton – Tony Gilroy
Ratatouille – Brad Bird
Tödliche Versprechen – Eastern Promises – Steven Knight
2008
WALL·E – Der Letzte räumt die Erde auf – Andrew Stanton und Jim Reardon
Brügge sehen… und sterben? – Martin McDonagh
Milk – Dustin Lance Black
Synecdoche, New York – Charlie Kaufman
The Wrestler – Ruhm, Liebe, Schmerz – Robert D. Siegel
2009
Inglourious Basterds – Quentin Tarantino
(500) Days of Summer – Scott Neustadter und Michael H. Weber
A Serious Man – Ethan und Joel Coen
Oben – Bob Peterson
Tödliches Kommando – The Hurt Locker – Mark Boal

### 2010 bis 2019
2010
Inception – Christopher Nolan
Black Swan – Mark Heyman, Andres Heinz und John McLaughlin
Greenberg – Noah Baumbach
The Kids Are All Right – Lisa Cholodenko und Stuart Blumberg
The King’s Speech – David Seidler
2011
Midnight in Paris – Woody Allen
The Tree of Life – Terrence Malick
Martha Marcy May Marlene – Sean Durkin
Win Win – Tom McCarthy
Nader und Simin – Eine Trennung – Asghar Farhadi
2012
Moonrise Kingdom – Wes Anderson und Roman Coppola
The Cabin in the Woods – Joss Whedon und Drew Goddard
Looper – Rian Johnson
The Master – Paul Thomas Anderson
Zero Dark Thirty – Mark Boal
2013
Her – Spike Jonze
American Hustle – Eric Warren Singer und David O. Russell
Blue Jasmine – Woody Allen
Inside Llewyn Davis – Joel und Ethan Coen
Museum Hours – Jem Cohen
2014
The Grand Budapest Hotel – Wes Anderson und Hugo Guinness
Boyhood – Richard Linklater
Selma – Paul Webb
Zwei Tage, eine Nacht – Jean-Pierre und Luc Dardenne
Whiplash – Damien Chazelle
2015
Spotlight – Tom McCarthy und Josh Singer
Ex Machina – Alex Garland
Alles steht Kopf – Pete Docter, Meg LeFauve und Josh Cooley
Mistress America – Noah Baumbach und Greta Gerwig
Sicario – Taylor Sheridan
2016
Hell or High Water – Taylor Sheridan
Jackie: Die First Lady – Noah Oppenheim
La La Land – Damien Chazelle
The Lobster – Giorgos Lanthimos und Efthymis Filippou
Manchester by the Sea – Kenneth Lonergan
2017
Get Out – Jordan Peele
Three Billboards Outside Ebbing, Missouri – Martin McDonagh
Der seidene Faden – Paul Thomas Anderson
Shape of Water – Das Flüstern des Wassers – Guillermo del Toro und Vanessa Taylor
Lady Bird – Greta Gerwig
2018
First Reformed – Paul Schrader
Eighth Grade – Bo Burnham
The Favourite – Intrigen und Irrsinn – Deborah Davis und Tony McNamara
Roma – Alfonso Cuarón
Sorry to Bother You – Boots Riley
2019
Parasite – Bong Joon-ho und Han Jin-won
Knives Out – Mord ist Familiensache – Rian Johnson
Marriage Story – Noah Baumbach
Once Upon a Time in Hollywood – Quentin Tarantino
Wir – Jordan Peele

### Ab 2020
2020
Promising Young Woman – Emerald Fennell
Da 5 Bloods – Danny Bilson, Paul De Meo, Kevin Willmott und Spike Lee
Minari – Wo wir Wurzeln schlagen – Lee Isaac Chung
Niemals Selten Manchmal Immer (Never Rarely Sometimes Always) – Eliza Hittman
The Trial of the Chicago 7 – Aaron Sorkin
2021
Pig – Michael Sarnoski und Vanessa Block
Belfast – Kenneth Branagh
A Hero – Die verlorene Ehre des Herrn Soltani – Asghar Farhadi
Licorice Pizza – Paul Thomas Anderson
Mass – Fran Kranz
2022
The Banshees of Inisherin – Martin McDonagh
Everything Everywhere All at Once – Daniel Kwan und Daniel Scheinert
Die Fabelmans – Tony Kushner und Steven Spielberg
Nope – Jordan Peele
Tár – Todd Field
2023
The Holdovers – David Hemingson
Anatomie eines Falls – Justine Triet und Arthur Harari
Barbie – Greta Gerwig und Noah Baumbach
May December – Samy Burch
Past Lives – In einem anderen Leben – Celine Song
2024
Anora – Sean Baker
Der Brutalist – Brady Corbet und Mona Fastvold
Challengers – Rivalen – Justin Kuritzkes
A Real Pain – Jesse Eisenberg
The Substance – Coralie Fargeat